# Chilodes nigrosignata
Chilodes nigrosignata är en fjärilsart som beskrevs av Ludwig Carl Friedrich Graeser 1888. Chilodes nigrosignata ingår i släktet Chilodes och familjen nattflyn. Inga underarter finns listade i Catalogue of Life.